# Orgon
Orgon je naselje in občina v jugovzhodnem francoskem departmaju Bouches-du-Rhône regije Provansa-Alpe-Azurna obala. Leta 2006 je naselje imelo 3.024 prebivalcev.

## Geografija
Kraj leži v pokrajini Provansi ob reki Durance 39 km jugovzhodno od Avignona.

## Uprava
Orgon je sedež istoimenskega kantona, v katerega so poleg njegove vključene še občine Cabannes, Eygalières, Mollégès, Plan-d'Orgon, Saint-Andiol, Sénas in Verquières s 24.403 prebivalci.
Kanton Orgon je sestavni del okrožja Arles.

## Zanimivosti
- cerkev Marijinega vnebovzetja iz 14. stoletja,
- cerkev Notre-Dame de Beauregard iz sredine 17. stoletja,
- mestna vrata porte de l'Ange, porte de l'Hortet, porte Sainte-Anne,
- ruševine gradu templarjev - château du duc de Guise.